# Црква Рођења Пресвете Богородице у Прибоју
Црква Рођења Пресвете Богородице у Прибоју, насељеном месту на територији општине Лопаре, припада Епархији зворничко–тузланској Српске православне цркве.

## Историјат
Градња цркве Рођења Пресвете Богородице у Прибоју је почела 1880. године. Храм димензија 20×10 метара је освештао митрополит зворничко-тузлански Дионисије Илијевић 1883. У другој половини 19. века, деценијама пред аустроугарско освајање Босне и Херцеговине, парох протојереј Сава Гаврић је од султана добио ферман којим се одобрава градња капеле у Прибоју, која је саграђена на месту данашње цркве. Представљала је омању дрвену зграду која је временом постала трошна. Првобитно су покушали да је обнове, а онда су саградили нову која је постојала до градње постојеће зидане цркве на тадашњем молитвишту. Уговор о изградњи постојеће цркве је потписао Јован Митровић, архитекта из Бањевића, 12. септембра 1880. године обећавши да ће је завршити до Мале Госпојине 1883. године, када се освештала.
Црква Рођења Пресвете Богородице у Прибоју је оштећена у Првом светском рату. Аустроугарска војска ју је претворила у болницу, по наређењу главнокомандујућег генерала Апела. Обновљена је након рата и освештена од стране митрополита зворничко-тузланског Илариона Радоњића. Током Другог светског рата је црква оштећена, а пред крај је претворена у житни магацин који је радио до 1953. године, када су државне власти простор вратили цркви. У одбрамбено–отаџбинском рату су оштећени кров и фасада гелерима граната које су падале у непосредној близини храма. Садашњи иконостас од липовог дрвета је израђен 1902. године, а храм је осликао Слободан Јанићијевић из Београда 2000—2006.